# Bernard Lewis
Bernard Lewis (Stoke Newington, 31 maggio 1916 – Voorhees, 19 maggio 2018) è stato uno storico e orientalista britannico.

## Biografia
Nato in Gran Bretagna da famiglia di origine ebraica, Bernard Lewis si è appassionato in gioventù agli studi e alle lingue del Medio Oriente. Durante la seconda guerra mondiale prestò servizio nell'intelligence militare. "Falco" della Guerra fredda, è stato tra i più influenti consiglieri per la Casa bianca e il Pentagono in merito ai piani per l'invasione dell'Iraq. 
Professore nella School of Oriental and African Studies dell'Università di Londra e professore emerito di Studi sul Vicino Oriente alla Princeton University, arabista e turcologo specializzato sulla storia dei popoli islamici e sui rapporti tra l'Islam e l'Occidente. È stato tra i curatori della Cambridge History of Islam.
Muore il 19 maggio 2018 all'età di 101 anni, a pochi giorni dal compierne 102.

## Pensiero
Le sue prese di posizione assai critiche verso certe forme di pensiero dell'Islam moderno e contemporaneo gli hanno valso alcune aspre contestazioni.
Nel 1976, tre anni prima della Rivoluzione islamica a Teheran, Lewis, sulla rivista conservatrice Commentary, ha parlato di «Ritorno dell'Islam» in un momento in cui, ricorda in un recente articolo il discepolo Martin Kramer, la narrativa sul Medio Oriente era fondata sulle categorie politiche di destra e sinistra. Scrive Lewis di una «ricorrente riluttanza» a riconoscere «l'universalità della religione come un fattore nelle vite dei popoli musulmani».
In Francia, negli anni novanta, la sua visione critica delle violenze perpetrate dai Giovani Turchi ai danni della minoranza armena (che egli dubitava potessero essere bollate come "genocidio", limitandosi a qualificarle come "massacri" in quanto riteneva non fossero mosse dalla precisa volontà di eliminare tutti gli Armeni) gli valsero una causa civile e la condanna alla simbolica multa di un franco. Il tribunale in prima istanza non volle infatti tener conto della libertà d'indagine e di pensiero dello storico. La Lega internazionale contro il razzismo e l'antisemitismo (LICRA) si costituì in quell'occasione parte civile nell'azione legale intrapresa ai suoi danni.
Con queste parole, il Primo ministro israeliano Benjamin Netanyahu, così ha commemorato Lewis il giorno dopo la sua morte:
Edward Said, invece, lo ha definito come un «politico attivo, lobbista e propagandista».

## The Assassins: A Radical Sect in Islam
The Assassins: A Radical Sect in Islam è il titolo di un libro pubblicato per la prima volta nel 1967 dall'editore Weidenfeld & Nicolson, che percorre la storia della setta islamica segreta nota come Assassini , un ordine degli ismailiti nizariti che utilizzava omicidi in tutto il Medioevo per raggiungere obiettivi politici, militari e religiosi. Il testo è stato prova un collegamento diretto per i suoi argomenti che collegano i primi assassini con il moderno terrorismo islamico.
Un'edizione riveduta è stata pubblicata dall'Oxford University Press nell'82, seguita da un'altra a cura della Basic Books nel 2002.

## Opere
- The Origins of Ismailism, 1940
- A Handbook of Diplomatic and Political Arabic, 1947
- The Arabs in History, 1950
- The Emergence of Modern Turkey, 1961
- Istanbul and the Civilisation of the Ottoman Empire, 1963
- The Middle East and the West, 1964
- The Assassins: A Radical Sect in Islam, 1967
  - Gli Assassini. Una setta radicale islamica, i primi terroristi della storia, Collezione Le Scie, Mondadori, Milano, I ed. 2002
- The Cambridge History of Islam (2 vols. 1970, revised 4 vols. 1978, editor with Peter Malcolm Holt and Ann Lambton)
- Islam in History, 1973
- Islam: From the Prophet Muhammad to the capture of Constantinople, 1974, (editor)
- History — Remembered, Recovered, Invented, 1975

- Race and Color in Islam, 1970, 1971
  - Razza e colore nell'Islam. Un'accurata analisi storica che sfata la leggenda dell'assenza di discriminazioni razziali nel mondo islamico, trad. Bruno Oddera, Collana La fronda, Longanesi, Milano, 1975

- Christians and Jews in the Ottoman Empire: The Functioning of a Plural Society (1982, editor with Benjamin Braude)
- The Muslim Discovery of Europe, 1982
  - I musulmani alla scoperta dell'Europa, trad. Denis M. Batish, Laterza, Roma, 1991; Collana Storica Rizzoli, Rizzoli, Milano, 2004.
- The Jews of Islam, 1984
- Semites and Anti-Semites, 1986
  - Semiti e antisemiti. Indagine su un conflitto e su un pregiudizio, Il Mulino, Bologna, 1990
- Islam from the Prophet Muhammad to the Capture of Constantinople, 1987
- The Political Language of Islam (tr. it. Il linguaggio politico dell'Islam), 1988
- Race and Slavery in the Middle East: an Historical Enquiry, 1990
- Islam and the West, 1993
- Islam in History, 1993
- The Shaping of the Modern Middle East, 1994
- Cultures in Conflict, 1994
- The Middle East: A Brief History of the Last 2,000 Years (published in U.K. as The Middle East: 2,000 Years of History from the Rise of Christianity to the Present Day), 1995
- The Future of the Middle East, 1997
- The Multiple Identities of the Middle East, 1998
- A Middle East Mosaic: Fragments of Life, Letters and History, 2000
- Music of a Distant Drum: Classical Arabic, Persian, Turkish, and Hebrew Poems, 2001
- What Went Wrong? The Clash Between Islam and Modernity in the Middle East, 2001
  - Il suicidio dell'Islam. In che cosa ha sbagliato la civiltà mediorientale, trad. L. Terzi, Collana Saggi, Mondadori, Milano, 2002
- Uno sguardo dal Medio Oriente, Di Renzo Editore, Roma, 2002
- The Crisis of Islam: Holy War and Unholy Terror, 2003
  - La crisi dell'Islam,  Mondadori, Milano, 2005, 978-88-045-3785-4
- From Babel to Dragomans: Interpreting the Middle East, 2004
  - Le origini della rabbia musulmana. Millecinquecento anni di confronto tra Islam e Occidente, trad. Maria Cristina Bitti, Collana La Storia, Mondadori, Milano, 2009
- Bernard Lewis - Buntzie Ellis Churchill, Islam: The Religion and the People, 2008
- Faith and Power, 2010
- Notes on a Century, Viking Press, New York, 2012